# .ag
.ag és l'actual domini de primer nivell territorial (ccTLD) d'Antigua i Barbuda. Està administrat per la societat Nicag.
Actiu des del 1991, admet registres directament al segon nivell, o al tercer nivell sota els subdominis .com.ag, .org.ag, .net.ag, .co.ag, o .nom.ag. No hi ha restriccions a la identitat dels registradors.
A més de l'ús esperat com a codi de país, .ag és utilitzat sovint per llocs relacionats amb l'agricultura i sobretot per companyies en països de parla alemanya on moltes societats prenen la forma social AG (Aktiengesellschaft, equivalent a S.A. o S.L.). El seu ús s'ha restringit per ordre judicial.